# Poa cenisia
Poa cenisia är en gräsart som beskrevs av Carlo Allioni. Poa cenisia ingår i släktet gröen, och familjen gräs. Inga underarter finns listade i Catalogue of Life.

## Bildgalleri

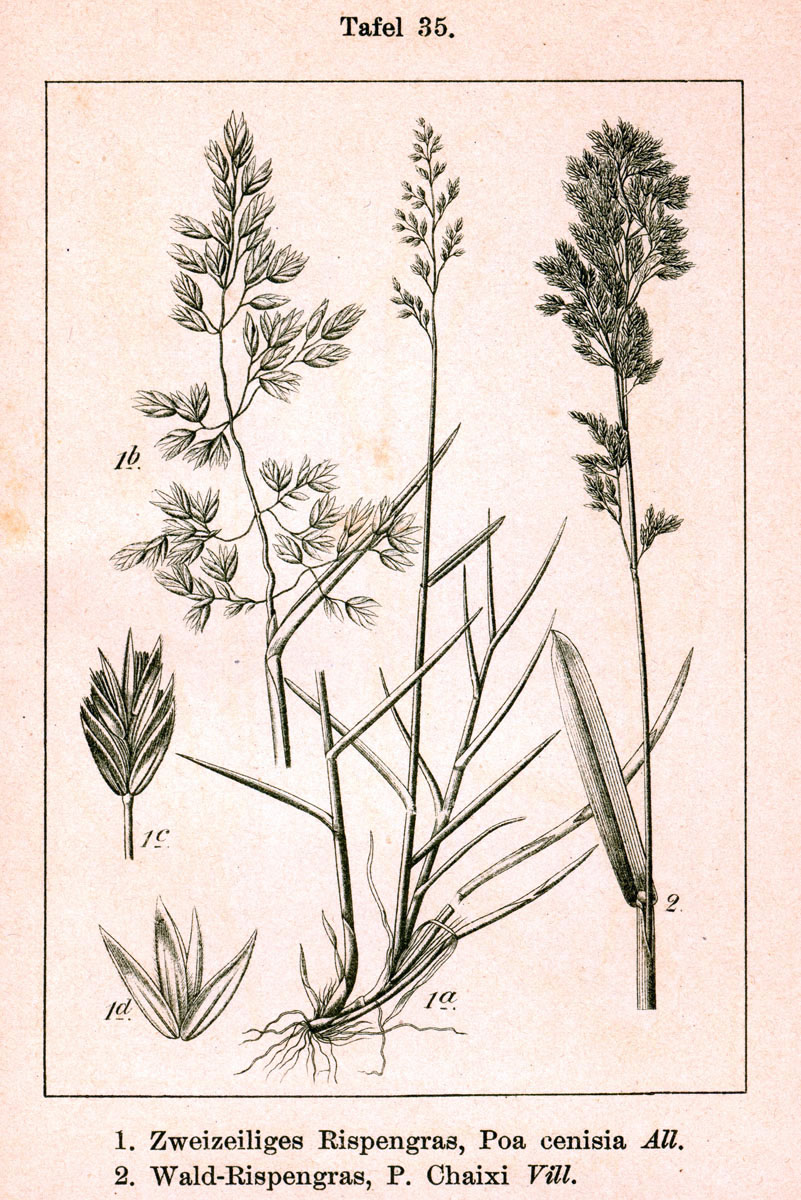
Från Johann Georg Sturm: Deutschlands Flora in Abbildungen Gravör: Jacob Sturm (1796)